# Kap Gaudis
Kap Gaudis (russisch Мыс Гаудиса Mys Gaudisa) ist ein Eiskap an der Küste des ostantarktischen Enderbylands. Es liegt rund 2,5 km westlich der Molodjoschnaja-Station am Ufer der Alaschejewbucht.
Luftaufnahmen entstanden 1956 im Rahmen der Australian National Antarctic Research Expeditions und 1957 bei einer sowjetischen Antarktisexpedition. Sowjetische Wissenschaftler benannten das Kap nach dem Hydrographen A. I. Gaudis, der am 10. August 1959 beim Absturz einer Lissunow Li-2 auf der Tschuktschen-Halbinsel ums Leben gekommen war.